# María Cruz Berrocal
María Cruz Berrocal es una arqueóloga española, profesora titular del Departamento de Historia de la Universidad de Cantabria, y contratada doctora en el Instituto Internacional de Investigaciones Prehistóricas de Cantabria (IIIPC).

## Trayectoria profesional
Licenciada en Geografía e Historia por la Universidad Complutense de Madrid en 1996. Doctora en 2004 por la Universidad Complutense, con su tesis doctoral Paisaje y arte rupestre: ensayo de contextualización arqueológica y geográfica de la pintura levantina.
Hasta 2013, toda su carrera de investigación se desarrolló en el Instituto de Historia del CSIC. En 2011 se traslada a Taipéi (Taiwán), donde dirige las investigaciones de un grupo internacional sobre los efectos de la colonización en el norte de la isla. A partir de septiembre de 2013, el proyecto depende de la Universidad de Constanza y de la Academia Sínica y pasa a ser research fellow o miembro investigador en el Departamento de Historia y Sociología de la Universidad de Constanza, Alemania.
El Pacífico es en la actualidad su principal campo de estudio, con especial interés en el colonialismo ibérico en la zona y su impacto sobre las poblaciones locales, no tan estudiados hasta el momento. Ha investigado los efectos directos e indirectos de estos primeros contactos en los siglos XVI y XVII.
A través de las excavaciones de colonias españolas en el norte de Taiwán, concretamente en San Salvador de Quelang, pudo constatar la importancia de la isla en las conexiones comerciales en el Pacífico.